# Campeonato Mundial de Patinaje Artístico sobre Hielo de 1989
El LXXIX Campeonato Mundial de Patinaje Artístico se realizó en París (Francia) entre el 15 y el 19 de marzo de 1989 bajo la organización de la Unión Internacional de Patinaje sobre Hielo (ISU) y la Federación Francesa de Deportes de Hielo. 

## Resultados

### Masculino
| Puesto | Nombre              | País           | Puntos |
| ------ | ------------------- | -------------- | ------ |
| Oro    | Kurt Browning       | Canadá         |        |
| Plata  | Christopher Bowman  | Estados Unidos |        |
| Bronce | Grzegorz Filipowski | Polonia        |        |

### Femenino
| Puesto | Nombre           | País                | Puntos |
| ------ | ---------------- | ------------------- | ------ |
| Oro    | Midori Ito       | Japón               |        |
| Plata  | Claudia Leistner | Alemania Occidental |        |
| Bronce | Jill Trenary     | Estados Unidos      |        |

### Parejas
| Puesto | Nombre                                 | País            | Puntos |
| ------ | -------------------------------------- | --------------- | ------ |
| Oro    | Yekaterina Gordéyeva / Serguéi Grinkov | Unión Soviética |        |
| Plata  | Cindy Landry / Lyndon Johnston         | Canadá          |        |
| Bronce | Yelena Bechke / Denis Petrov           | Unión Soviética |        |

### Danza en hielo
| Puesto | Nombre                              | País            | Puntos |
| ------ | ----------------------------------- | --------------- | ------ |
| Oro    | Marina Klimova / Sergei Ponomarenko | Unión Soviética |        |
| Oro    | Maya Usova / Alexandr Zhulin        | Unión Soviética |        |
| Plata  | Isabelle Duchesnay / Paul Duchesnay | Francia         |        |

## Medallero
| Núm. | País                | Oro | Plata | Bronce | Total |
| ---- | ------------------- | --- | ----- | ------ | ----- |
| 1    | Unión Soviética     | 2   | 1     | 1      | 4     |
| 2    | Canadá              | 1   | 1     | 0      | 2     |
| 3    | Japón               | 1   | 0     | 0      | 1     |
| 4    | Estados Unidos      | 0   | 1     | 1      | 2     |
| 5    | Alemania Occidental | 0   | 1     | 0      | 1     |
| 6    | Francia             | 0   | 0     | 1      | 1     |
| 6    | Polonia             | 0   | 0     | 1      | 1     |
|      | TOTAL               | 4   | 4     | 4      | 12    |

| Predecesor: Hungría 1988 | Campeonato Mundial de Patinaje Artístico sobre Hielo 1989 | Sucesor: Canadá 1990 |

- Datos: Q1319100
- Multimedia: 1989 World Figure Skating Championships / Q1319100